# Benoît Mandelbrot
Benoît B. Mandelbrot, imię przy narodzeniu: Benedykt (ur. 20 listopada 1924 w Warszawie, zm. 14 października 2010 w Cambridge, Massachusetts) – francuski i amerykański matematyk pochodzenia żydowskiego. Zajmował się szerokim zakresem problemów matematycznych, znany jest przede wszystkim jako ojciec geometrii fraktalnej, opisał zbiór Mandelbrota oraz wymyślił samo słowo „fraktal”.
Bratanek Szolema Mandelbrojta.

## Życiorys
Urodził się w rodzinie litewskich Żydów mieszkających po I wojnie światowej w Polsce, jako syn lekarki i handlarza odzieżą. W latach 1924–1936 mieszkał w Polsce, a w latach 1936–1957 we Francji. Pracował w Centre national de la recherche scientifique w Paryżu, a następnie na Uniwersytecie w Lille. Od 1957 pracował w USA dla firmy IBM, miał zatem dostęp do najnowocześniejszych komputerów. Mandelbrot dotarł do prac dwóch francuskich matematyków: Gastona Julii i Pierre’a Fatou, którzy badali zachowanie się iteracji pewnych funkcji zespolonych. Wykorzystał do tego celu komputery. Uzyskane przez niego wykresy zostały nazwane fraktalami.
W 1993 został uhonorowany Nagrodą Wolfa w fizyce, a w 2003 został wyróżniony prestiżową Nagrodą Japońską. Otrzymał 16 tytułów doktora honoris causa oraz inne wyróżnienia, m.in. Medal im. Wacława Sierpińskiego.
Zmarł w hospicjum w Cambridge (Massachusetts) na raka trzustki.